# Milan Badelj
Milan Badelj (ur. 25 lutego 1989 w Zagrzebiu) – chorwacki piłkarz występujący na pozycji pomocnika. Od 2018 roku zawodnik S.S. Lazio.

## Kariera klubowa
Jest wychowankiem NK Zagreb. W wieku 17 lat przeniósł się do drużyny lokalnego rywala Dinama. W 2007 roku został wypożyczony do filii swojego klubu, NK Lokomotiva. 20 lipca 2012 niemiecki Hamburger SV podpisał z nim czteroletni kontrakt, płacąc za niego 3,5 mln euro. W 2014 roku odszedł do Fiorentiny. W lipcu 2018 roku po wygaśnięciu kontraktu z zespołem z Florencji, przeszedł do stołecznego klubu – S.S. Lazio.

## Kariera reprezentacyjna
Badelj reprezentował Chorwację na wszystkich szczeblach młodzieżowych od U-16 do U-21 zaliczając łącznie 63 występy dla kraju w rozgrywkach młodzieżowych. W 2010 roku dostał pierwsze powołanie do seniorskiej reprezentacji, jednak debiut nastąpił dopiero 2 września 2011 roku podczas meczu eliminacji do Euro 2012 przeciwko Malcie. W meczu tym udało mu się również zaliczyć pierwsze trafienie w kadrze. Następnie znalazł się w kadrze na turniej finałowy ME 2012. W 2014 roku pojechał z kadrą na Mistrzostwa Świata w Piłce Nożnej 2014 zastępując w kadrze kontuzjowanego Ivana Močinicia. Nie rozegrał ani jednej minuty na turnieju. Udało mu się również dostać do kadry na Mistrzostwa Europy w Piłce Nożnej 2016.
Przełom nastąpił w maju 2018 roku, gdy otrzymał powołanie na Mistrzostwa Świata w Piłce Nożnej 2018. W ostatnim meczu fazy grupowej przeciwko Islandii zdobył bramkę, a Chorwaci wygrali mecz 2:1. W meczu 1/8 finału przeciwko Danii zmarnował pierwszy rzut karny w serii rzutów karnych, która miała przesądzić o awansie do ćwierćfinału. Następnie Badelj zaliczył jeszcze występ w końcówce dogrywki półfinałowego meczu przeciwko Anglii, a Chorwaci ostatecznie zajęli drugie miejsce w całym turnieju.

## Statystyki ligowe
Stan na 7 lutego 2019 roku
| Sezon     | Klub           | Liga       | Mecze | Gole |
| --------- | -------------- | ---------- | ----- | ---- |
| 2007/2008 | NK Lokomotiva  | Treća HNL  | 28    | 7    |
| 2008/2009 | Dinamo Zagrzeb | Prva HNL   | 31    | 4    |
| 2009/2010 | Dinamo Zagrzeb | Prva HNL   | 27    | 11   |
| 2010/2011 | Dinamo Zagrzeb | Prva HNL   | 29    | 6    |
| 2011/2012 | Dinamo Zagrzeb | Prva HNL   | 24    | 3    |
| 2012/2013 | Dinamo Zagrzeb | Prva HNL   | 2     | 1    |
| 2012/2013 | Hamburger SV   | Bundesliga | 31    | 1    |
| 2013/2014 | Hamburger SV   | Bundesliga | 29    | 1    |
| 2014/2015 | Hamburger SV   | Bundesliga | 2     | 0    |
| 2014/2015 | ACF Fiorentina | Serie A    | 21    | 1    |
| 2015/2016 | ACF Fiorentina | Serie A    | 27    | 1    |
| 2016/2017 | ACF Fiorentina | Serie A    | 33    | 2    |
| 2017/2018 | ACF Fiorentina | Serie A    | 27    | 2    |
| 2018/2019 | S.S. Lazio     | Serie A    | 23    | 1    |
| 2019/2020 | ACF Fiorentina | Serie A    | 22    | 1    |
| 2020/2021 | Genoa CFC      | Serie A    | 30    | 1    |

## Sukcesy
- Mistrzostwo Chorwacji (5): 2008, 2009, 2010, 2011, 2012
- Puchar Chorwacji (3): 2008, 2009, 2011
- Puchar Włoch (1): 2018/19

## Odznaczenia
- Order Księcia Branimira (2018)[2]